# Multiplicador de tensió

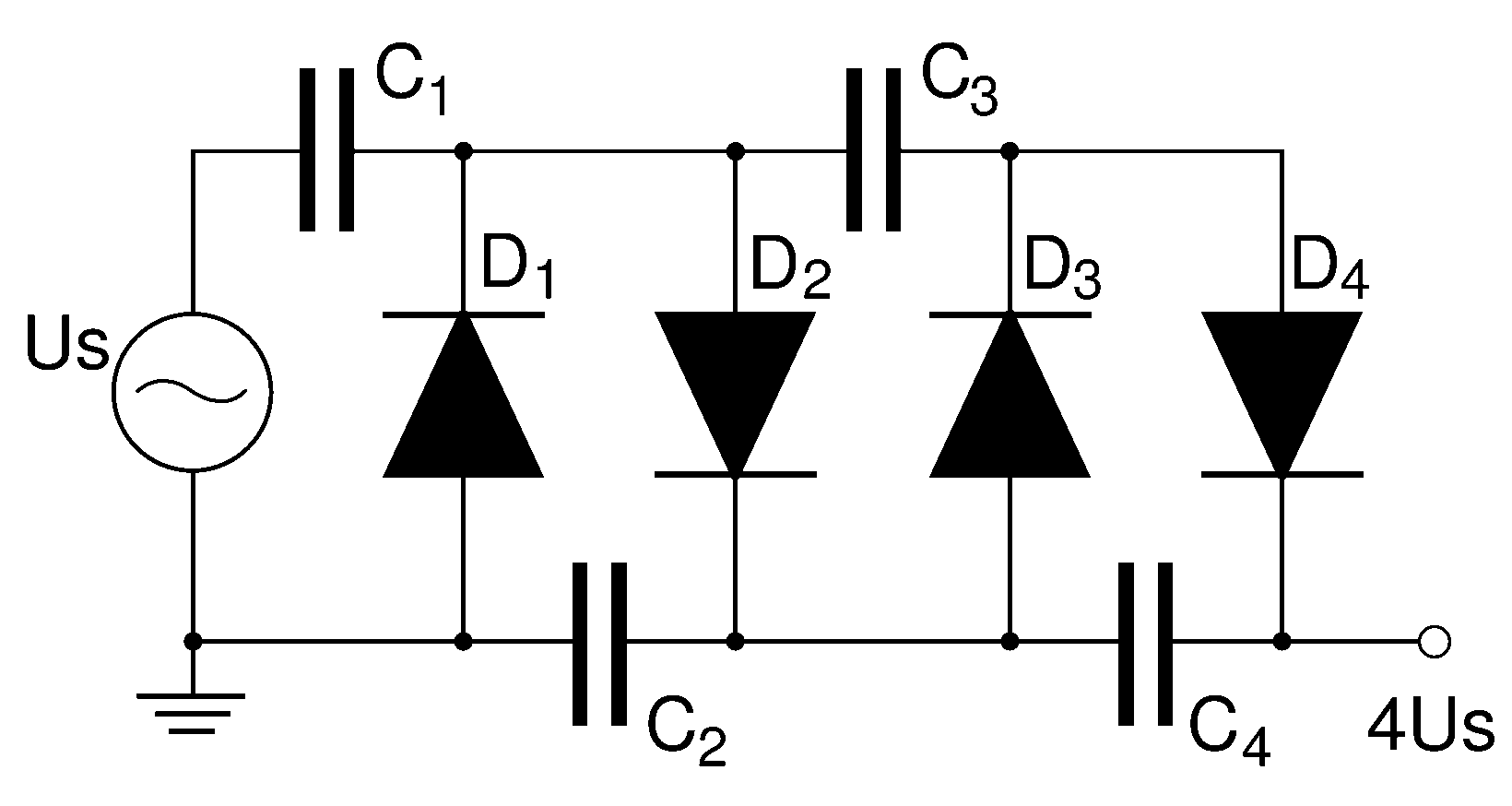
Multiplicador de tensió en cascada de Villard.

Un multiplicador de tensió és un circuit elèctric que converteix un corrent elèctric altern d’un voltatge inferior a un voltatge continu més alt, normalment mitjançant una xarxa de condensadors i díodes..
Els multiplicadors de tensió es poden utilitzar per generar uns quants volts per a aparells electrònics, fins a milions de volts, amb fins propis, com ara experiments de física d’alta energia i proves de seguretat contra raigs. El tipus de multiplicador de tensió més comú és el multiplicador de sèries de mitja ona, també anomenat cascada de Villard (però realment fou inventat per Heinrich Greinacher).

## Funcionament
Suposant que la tensió màxima de la font de corrent altern és + U s, i que els valors de C són prou alts per permetre, quan es carrega, que flueixi un corrent sense canvis significatius en la tensió, el funcionament (simplificat) de la cascada és el mateix segueix:

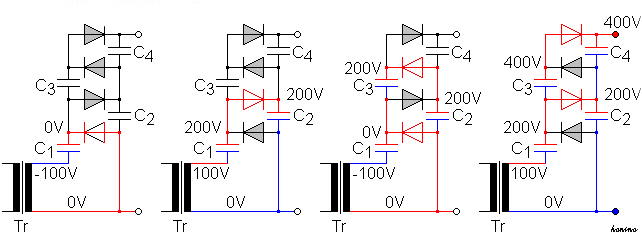
Il·lustració de l'operació descrita, amb + U _{s} = 100 V

1. pic negatiu (−U s): el condensador C 1 es carrega a través del díode D 1 fins a U s V (la diferència de potencial entre la placa esquerra i la dreta del condensador és U s)
2. pic positiu (+ U s): el potencial de C 1 s’afegeix amb el de la font, carregant així C ₂ a 2U s a través de D ₂
3. pic negatiu: el potencial de C 1 ha baixat a 0 V permetent així carregar C 3 a través de D ₃ a 2U s .
4. pic positiu: el potencial de C ₂ augmenta a 2U s (de manera anàloga al pas 2), carregant també C ₄ a 2U s. La tensió de sortida (la suma de tensions sota C ₂ i C ₄) augmenta fins que s’assoleix 4Us.

En realitat, es necessiten més cicles perquè C ₄ arribi a la tensió completa. Cada etapa addicional de dos díodes i dos condensadors augmenta la tensió de sortida el doble de la tensió d'alimentació de CA màxima.

## Doblar i triplicar la tensió

Un circuit quadruplador de tensió Cockcroft-Walton. Es genera una tensió de sortida DC V _{o} de quatre vegades el pic de l'entrada de CA de voltatge V _{i}

Un duplicador de voltatge utilitza dues etapes per doblar aproximadament la tensió CC que s’hauria obtingut d’un rectificador d’una sola etapa. Un exemple de duplicador de tensió es troba a l'etapa d’entrada de les fonts d’alimentació en mode commutador que contenen un commutador SPDT per seleccionar una font de 120 V o 240 V. En la posició de 120 V, l'entrada normalment es configura com a duplicador de tensió d'ona completa obrint un punt de connexió de CA d'un rectificador de pont i connectant l'entrada a la unió de dos condensadors de filtre connectats en sèrie. Per al funcionament de 240 V, l’interruptor configura el sistema com a pont d’ona completa, tornant a connectar el cable central de l’aixeta del condensador al terminal de CA obert d’un sistema de rectificació de ponts. Això permet un funcionament de 120 o 240 V amb l’addició d’un senzill commutador SPDT.
Un triplicador de tensió és un multiplicador de tensió en tres etapes. Un triplicador és un tipus popular de multiplicador de tensió. La tensió de sortida d’un tripler és a la pràctica inferior a tres vegades la tensió màxima d’entrada a causa de la seva alta impedància, causada en part pel fet que, com que cada condensador de la cadena subministra energia al següent, es descarrega parcialment, perdent el voltatge.
Els triplers s’utilitzaven habitualment en receptors de televisió en color per proporcionar l’alta tensió del tub de raigs catòdics (CRT, tube picture).
Els triplers encara s’utilitzen en subministraments d’alta tensió, com ara fotocopiadores, impressores làser, Mata-insectes elèctric i armes d’electroxoc.

## Tensió de tall
Tot i que el multiplicador es pot utilitzar per produir milers de volts de sortida, no cal classificar els components individuals per suportar tot el rang de tensió. Cada component només ha de preocupar-se de les diferències de tensió relatives directament a través dels seus propis terminals i dels components immediatament adjacents.
Normalment, un multiplicador de tensió es disposa físicament com una escala, de manera que el potencial de tensió que augmenta progressivament no té l'oportunitat d'arc a través de les seccions de potencial molt més baixes del circuit.
Cal tenir en compte que es necessita un marge de seguretat en el rang relatiu de diferències de tensió del multiplicador, de manera que l'escala pugui sobreviure a la fallada en curtcircuit d'almenys un component de díode o condensador. En cas contrari, un error en un punt curt podria successivament patir una sobretensió i destruir cada component següent del multiplicador, destruint potencialment tota la cadena del multiplicador.

## Altres topologies de circuit

Dues cascades accionades per un únic transformador de rosca central. Aquesta configuració proporciona una rectificació d'ona completa que condueix a una ondulació menor i, en cas de col·lapse, pot cancel·lar-se l'energia capacitiva.

Una segona cascada apilada sobre la primera impulsada per un segon bobinatge secundari aïllat d’alta tensió. El segon bobinat està connectat amb un desplaçament de fase de 180 ° per obtenir una rectificació d’ona completa. Els dos bobinatges han d’estar aïllats contra la gran tensió entre ells.

Un únic bobinatge secundari d’un transformador que condueix dues cascades de polaritats oposades alhora. L’apilament de les dues cascades proporciona una sortida del doble de voltatge però amb millors característiques de càrrega d’ondulació i condensador que no s’aconseguiria amb una sola cascada llarga del mateix voltatge.

Apilament

Es fa servir un nombre parell de cèl·lules de condensador de díode en qualsevol columna de manera que la cascada acabi en una cèl·lula de suavització. Si fos estrany i acabés en una cel·la de subjecció, la tensió de l’ondulació seria molt gran. Els condensadors més grans de la columna de connexió també redueixen la ondulació, però a costa del temps de càrrega i l’augment del corrent de díode.

### Bomba de càrrega Dickson

Bomba de càrrega Dickson estàndard (4 etapes : 5 × multiplicador)

La bomba de càrrega Dickson, o multiplicador de Dickson, és una modificació del multiplicador Greinacher / Cockcroft – Walton. A diferència d'aquest circuit, però, el multiplicador de Dickson pren una font d'alimentació de CC com a entrada, de manera que és una forma de convertidor de CC a CC. A més, a diferència de Greinacher / Cockcroft – Walton que s’utilitza en aplicacions d’alta tensió, el multiplicador Dickson està pensat per a propòsits de baixa tensió. A més de l'entrada de CC, el circuit requereix una alimentació de dos trens de impulsos de rellotge amb una amplitud que oscil·la entre els rails d'alimentació de CC. Aquests trens de impulsos estan en antifase.
Per descriure el funcionament ideal del circuit, numerar els díodes D1, D2, etc. d’esquerra a dreta i els condensadors C1, C2, etc. Quan el rellotge {\displaystyle \phi _{1}} és baix, D1 carregarà C1 a V in . Quan {\displaystyle \phi _{1}} es fa alta la placa superior de C1 és empès cap amunt a 2 V a. A continuació, s’apaga D1 i s’encén D2 i C2 comença a carregar-se a 2 V in. Al següent cicle de rellotge {\displaystyle \phi _{1}} torna a baixar i ara {\displaystyle \phi _{2}} va alta empeny la placa superior de C2 a 3 V a. D2 s'apaga i D3 s'encén, carregant C3 a 3 V d'entrada i així successivament amb la càrrega passant per la cadena, d'aquí el nom de bomba de càrrega. La cèl·lula final del díode-condensador a la cascada està connectada a terra en lloc d'una fase de rellotge i, per tant, no és un multiplicador; és un detector de pics que només proporciona un suavitzat.
Hi ha una sèrie de factors que redueixen la sortida del cas ideal de nV a. Un d’ells és el voltatge llindar, V T del dispositiu de commutació, és a dir, el voltatge necessari per engegar-lo. La sortida es reduirà com a mínim nV T a causa de les caigudes de volt a través dels commutadors. Els díodes Schottky s’utilitzen habitualment en els multiplicadors de Dickson per la seva baixa caiguda de tensió directa, entre altres motius. Una altra dificultat és que hi ha capacitats paràsites a terra a cada node. Aquestes capacitats paràsites actuen com a divisors de tensió i els condensadors d'emmagatzematge del circuit redueixen encara més la tensió de sortida. Fins a un punt, una freqüència de rellotge més gran és beneficiosa: l’ondulació es redueix i l’alta freqüència facilita el filtratge de l’ondulació restant. També es redueix la mida dels condensadors necessaris, ja que cal emmagatzemar menys càrrega per cicle. No obstant això, les pèrdues per capacitat de perdre augmenten amb l’augment de la freqüència del rellotge i el límit pràctic és d’uns pocs centenars de kilohertz.

Bomba de càrrega Dickson mitjançant MOSFET amb cable de díode (4 etapes : 5 × multiplicador)

Els multiplicadors de Dickson es troben freqüentment en circuits integrats (CI) on s’utilitzen per augmentar el subministrament de bateria de baixa tensió a la tensió que necessita l’IC. És avantatjós per al dissenyador i el fabricant d’IC poder utilitzar la mateixa tecnologia i el mateix dispositiu bàsic a tot l’IC. Per aquest motiu, a les populars CI de tecnologia CMOS, el transistor que forma el bloc bàsic dels circuits és el MOSFET. En conseqüència, els díodes del multiplicador de Dickson se solen substituir per MOSFET connectats per comportar-se com a díodes.

Bomba de càrrega Dickson amb MOSFET lineal en paral·lel amb MOSFET amb cable de díode (4 etapes : 5 × multiplicador)

La versió MOSFET amb cable de díode del multiplicador Dickson no funciona molt bé a voltatges molt baixos a causa de les grans caigudes de voltatge de la font de drenatge dels MOSFET. Sovint, s’utilitza un circuit més complex per superar aquest problema. Una solució és connectar en paral·lel amb el MOSFET de commutació un altre MOSFET esbiaixat a la seva regió lineal. Aquest segon MOSFET té un voltatge de font de drenatge inferior al que tindria el MOSFET de commutació per si sol (perquè el MOSFET de commutació s’activa amb força) i, en conseqüència, augmenta la tensió de sortida. La porta del MOSFET esbiaixat linealment està connectat a la sortida de la següent etapa de manera que estigui apagada mentre la següent etapa es carrega des del condensador de la fase anterior. És a dir, el transistor de polarització lineal s’apaga al mateix temps que el transistor de commutació
Un multiplicador ideal de 4 etapes de Dickson (multiplicador de 5 ×) amb una entrada d’ 1.5 V tindria una sortida de 7.5 V Tot i això, un multiplicador de 4 etapes del MOSFET amb cable de díode només pot tenir una sortida de 2 V Si afegiu MOSFET paral·lels a la regió lineal, això millora fins a uns 4 V Els circuits més complexos encara poden aconseguir una sortida molt més propera al cas ideal.
Existeixen moltes altres variacions i millores al circuit bàsic de Dickson. Alguns intenten reduir la tensió del llindar de commutació, com el multiplicador Mandal-Sarpeshkar o el multiplicador Wu. Altres circuits anul·len la tensió llindar: el multiplicador Umeda ho fa amb una tensió proporcionada externament i el multiplicador Nakamoto ho fa amb una tensió generada internament. El multiplicador de Bergeret es concentra a maximitzar l'eficiència energètica.

#### Modificació de la potència de RF

Bomba de càrrega Dickson modificada (2 etapes : Multiplicador de ×

Als circuits integrats CMOS, els senyals de rellotge estan fàcilment disponibles o bé es generen fàcilment. No sempre és el cas dels circuits integrats de RF, però sovint hi haurà una font d’energia RF. El circuit multiplicador estàndard de Dickson es pot modificar per complir aquest requisit simplement posant a terra l'entrada normal i una de les entrades del rellotge. La potència de RF s'injecta a l'altra entrada de rellotge, que després es converteix en l'entrada del circuit. El senyal de RF és efectivament el rellotge i la font d’energia. Tanmateix, atès que el rellotge només s'injecta a tots els altres nodes, el circuit només aconsegueix una etapa de multiplicació per a cada segona cèl·lula de díode-condensador. Les altres cèl·lules de díode-condensador només actuen com a detectors de pics i suavitzen l'ondulació sense augmentar la multiplicació

### Condensador amb commutació creuada

Cascada de doblers de tensió MOSFET acoblats creuadament (3 etapes : Multiplicador de ×

Un multiplicador de tensió es pot formar en una cascada de duplicadors de tensió del tipus de condensador commutat creuat. Aquest tipus de circuit s'utilitza normalment en lloc d'un multiplicador de Dickson quan la tensió de la font és d' 1.2 V o inferior. Els multiplicadors de Dickson tenen una eficiència de conversió d’energia cada cop més pobra a mesura que baixa la tensió d’entrada perquè la caiguda de tensió dels transistors amb cable de díode es fa molt més significativa en comparació amb la tensió de sortida. Com que els transistors del circuit acoblat creuat no estan connectats a díodes, el problema de caiguda de voltatge no és tan greu.
El circuit funciona alternant alternativament la sortida de cada etapa entre un duplicador de voltatge impulsat per {\displaystyle \phi _{1}} i un impulsat per {\displaystyle \phi _{2}}. Aquest comportament comporta un altre avantatge respecte al multiplicador de Dickson: reduir el voltatge d’ondulació al doble de la freqüència. L'increment de la freqüència d'ondulació és avantatjós perquè és més fàcil eliminar-lo filtrant-lo. Cada etapa (en un circuit ideal) eleva la tensió de sortida pel voltatge màxim del rellotge. Suposant que aquest és el mateix nivell que la tensió d'entrada DC llavors un multiplicador de fase de n voluntat (idealment) de sortida nV a. La principal causa de pèrdues en el circuit acoblat creuat és la capacitat paràsita en lloc de commutar la tensió llindar. Les pèrdues es produeixen perquè part de l'energia ha d’anar a carregar les capacitats paràsites de cada cicle

## Aplicacions

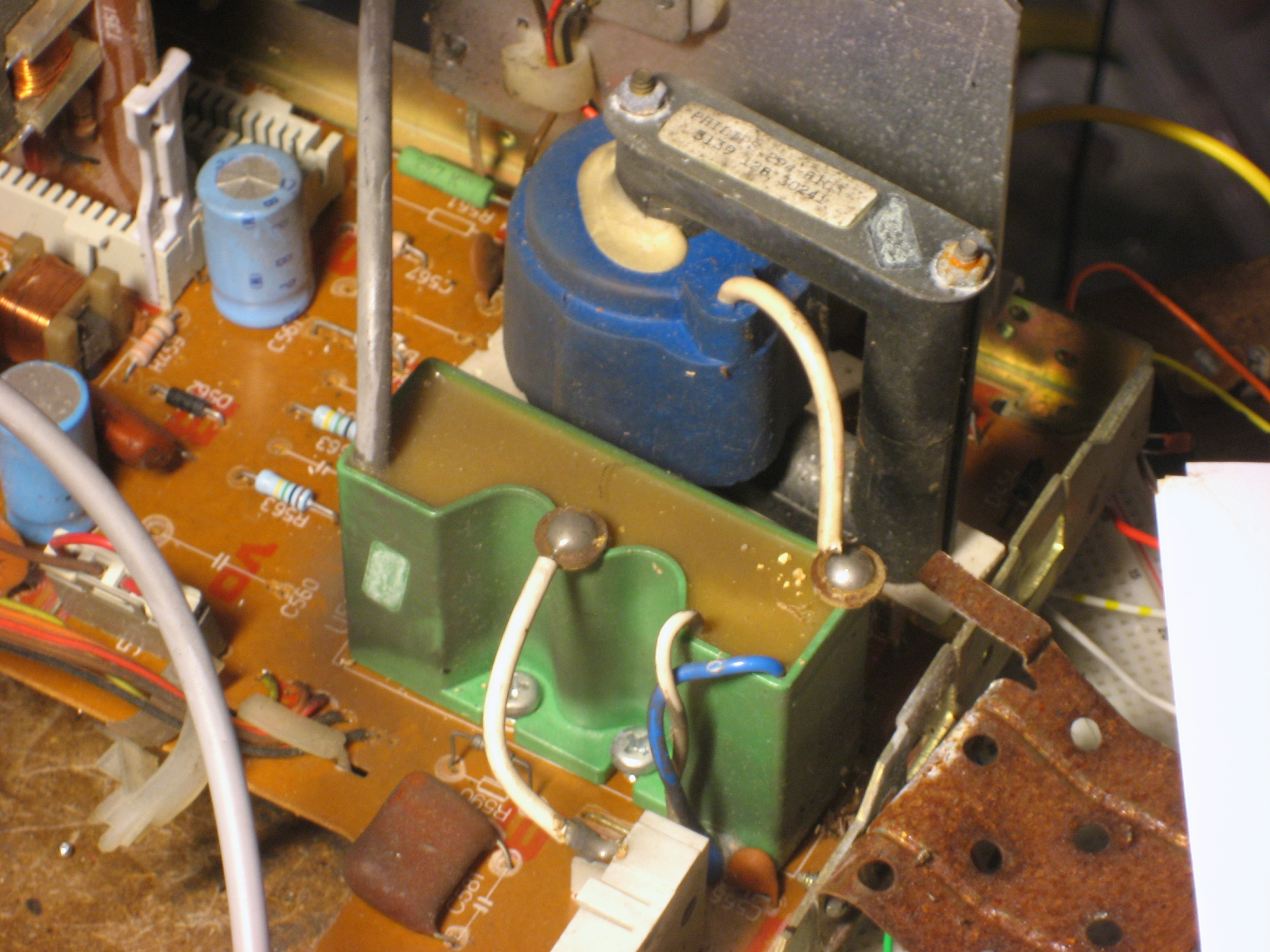
TV en cascada (verd) i transformador flyback (blau).

Els subministraments d’alta tensió per als tubs de raigs catòdics (CRT) dels televisors solen utilitzar multiplicadors de tensió amb el condensador de suavització de la fase final format pels recobriments aquadag interiors i exteriors del propi CRT. Els CRT eren abans un component comú en els aparells de televisió. Els multiplicadors de tensió encara es poden trobar en televisors, fotocopiadores i mata-insectes elèctrics moderns.
Els multiplicadors d’alta tensió s’utilitzen en equips de pintura per aerosol, que es troben més comunament a les instal·lacions de fabricació d’automòbils. Es fa servir un multiplicador de tensió amb una potència aproximada de 100kV al broquet del polvoritzador de pintura per carregar elèctricament les partícules de pintura atomitzades que després s’atrauen a les superfícies metàl·liques carregades oposadament a pintar. Això ajuda a reduir el volum de pintura utilitzat i ajuda a estendre una capa uniforme de pintura.
Un tipus comú de multiplicador de tensió utilitzat en física d'alta energia és el generador Cockcroft-Walton (que va ser dissenyat per John Douglas Cockcroft i Ernest Thomas Sinton Walton per a un accelerador de partícules per al seu ús en investigacions que els van guanyar el Premi Nobel de Física el 1951). .